# 吉中孚
吉中孚（？—？），楚州淮阴人，唐朝詩人。大歷十才子之一。

## 生平
吉中孚为楚州淮阴人，后移居江西鄱阳。早年曾出家當道士，后还俗。
大历年间，至长安，登博學宏辭科，授官校書郎，建中元年（780）为萬年縣尉，并兼任黜陟判官，與当时诗人盧綸、李端等有交往。李端稱其“眾口宗詩伯”。
兴元元年（784年）由司封郎中、知制诰为谏议大夫，歷翰林學士，贞元二年（786年）任戶部侍郎、判度支兩稅。
贞元四年八月，由权吏部侍郎改中书舍人，不久卒。

## 作品
有詩一卷，已佚。《全唐詩》存其詩僅一首,《全唐詩續拾》補詩一首。